# EPrix van Santiago
De ePrix van Santiago is een race uit het Formule E-kampioenschap. In 2018 maakte de race haar debuut op de kalender als de vierde race van het derde seizoen. De race wordt gehouden op het Parque O'Higgins Circuit, nadat het in de eerste editie op het Santiago Street Circuit reed.

## Geschiedenis
De eerste ePrix van Santiago werd gehouden op 3 februari 2018 en werd gewonnen door Jean-Éric Vergne voor het team Techeetah. Zijn teamgenoot André Lotterer eindigde als tweede, waardoor Techeetah het eerste team werd in de geschiedenis van de Formule E die een 1-2 behaalt in een race.

## Resultaten
| Editie | Seizoen   | Circuit          | Winnaar                                      | Tweede                              | Derde                                | Pole position                       | Snelste ronde                        |
| ------ | --------- | ---------------- | -------------------------------------------- | ----------------------------------- | ------------------------------------ | ----------------------------------- | ------------------------------------ |
| 1      | 2017-2018 | Parque Forestal  | Jean-Éric Vergne Techeetah                   | André Lotterer Techeetah            | Sébastien Buemi Renault e.Dams       | Jean-Éric Vergne Techeetah          | Sam Bird DS Virgin Racing            |
| 2      | 2018-2019 | Parque O'Higgins | Sam Bird Envision Virgin Racing              | Pascal Wehrlein Mahindra Racing     | Daniel Abt Audi Sport ABT Schaeffler | Sébastien Buemi Nissan e.dams       | Daniel Abt Audi Sport ABT Schaeffler |
| 3      | 2019-2020 | Parque O'Higgins | Maximilian Günther BMW i Andretti Motorsport | António Félix da Costa DS Techeetah | Mitch Evans Panasonic Jaguar Racing  | Mitch Evans Panasonic Jaguar Racing | Oliver Rowland Nissan e.dams         |